# Tour della nazionale maschile di rugby a 15 della Romania 1973
Nel 1973 la Romania si reca in tour in Argentina, dove è chiamata a sostituire l'Inghilterra, che ha unilateralmente annullato il suo tour per timori relativi alla situazione politica in Argentina, dove i romeni subiscono due sconfitte contro i "Pumas".

## In Argentina
| Arbitro: | Florencio Varela |

|                                |           |                                                                     |
| mete: Walther 2 trasf.: Cutler | Marcatori | mete: Telease , Durbac trasf.: Florescu c.p.: Florescu , Durbac 2 ' |

| Arbitro: | Ricardo J. Colombo |

|                                   |           |                                    |
| mete: Pérez Leirós c.p.: Morgan 2 | Marcatori | mete: Durbac c.p.: Nica Drop: Nica |

| Arbitro: | Bruno Bertelli |

|                                                      |           |                                        |
| mete: Brandi. Pasaglia trasf.: Viders c.p.: Viders 2 | Marcatori | mete: Durbac, Costantin trasf.: Durbac |

| Arbitro: | Florencio Varela |

|                                         |           |                                        |
| mete: Dumas trasf.: Porta c.p.: Porta 3 | Marcatori | c.p.: Florescu, Durbac Drop: Nicolescu |

| Arbitro: | César de Elizalde |

|                                       |           |              |
| mete: A. Rodríguez c.p.: A. Rodríguez | Marcatori | c.p.: Nica 2 |

| Arbitro: | Bruno J. Bertelli |

|                  |           |                                                                                  |
| Drop: de N. Duta | Marcatori | mete: Rodríguez jurado 2 Matarazzo, Alonso trasf.: Porta c.p.: Porta Drop: Porta |

## La Squadra
- Durbac, Radu
- Constantin, Ion
- Motrescu, Petre
- Nica, Gheorghe
- Telease, Dumitru
- Nicolescu, Mihai
- Florescu, Petre
- Daraban, Gheorghe
- Fugigi, Constantin
- Atanasiu, Alexandru
- Postolache, Nicolae
- Dumitru, George
- Ciornei, Mircea
- Iorgulescu, Valeriu
- Baciu, Nicolae
- Tata, Vasile
- Dinu, Constantin
- Popovici, Florin
- Hariton, Andrei
- Constantin, Florian
- Duta, Nicu
- Stoica, Enciu